# Windlust (Radewijk)
Windlust is een korenmolen in de buurtschap Radewijk (gemeente Hardenberg) in de Nederlandse provincie Overijssel.
In de zomer van 1861 kocht Jan Antonie van Houselt, die destijds in Lutten woonde, een perceel grond van de gebroeders Jan en Egbert Hutten. Voor een bedrag van precies honderd gulden werd Van Houselt de rechtmatige eigenaar van tachtig aren grond, gelegen aan de Hanekamps-kamp. Jan Antonie was in 1833 geboren in Stad Ommen als zoon van jachtopziener Ruth van Houselt en Hendrika van Elburg. In 1860 trouwde hij in Heemse met Everdina Klazina Bouwhuis uit Gramsbergen. Hij had geleerd voor molenaar en zag nu zijn kans schoon zelf een eigen molen op te richten. Daarvoor moest hij wel eerst de nodige vergunningen krijgen. Zo vinden we zijn brieven gericht aan de gemeente Ambt Hardenberg, de Gedeputeerde Staten van Overijssel en de minister van Financiën in ‘s-Gravenhage. Door alle instanties werd vergunning verleend en zo verscheen op het stukje heidegrond aan de Hanekamps-kamp een korenmolen van het type grondzeiler – een vrij lage molen waarvan de wieken bijna de grond raakten. Nabij de molen werd ook een woning gebouwd. In februari 1862 ruilde Van Houselt met zijn zwager Bouwhuis enkele stukjes grond in de gemeente Gramsbergen voor een mooi stuk bouwland genaamd De Hanekamp. 
Om een molen en een huis te kunnen bouwen was natuurlijk veel geld nodig. Er werd dan ook een bedrag van vierduizend gulden geleend van de blinde Hendrik Hulzebosch uit Gramsbergen. De verschuldigde rente bedroeg vier procent. In de daarvan opgemaakte hypotheekakte verklaarde Van Houselt verder geen schulden te hebben uitstaan. Als onderpand stelde hij verschillende landerijen in de gemeenten Ambt Hardenberg en Gramsbergen, alsook zijn zojuist gebouwde windkorenmolen en woning. Mocht dit onderpand in geval van in gebreke blijven niet voldoende zijn, dan stond zwager Johannes Gerhardus Bouwhuis garant voor de rest van het bedrag. Bouwhuis was een kapitaalkrachtig man. Hij was destijds gemeente-ontvanger van Gramsbergen. 
Molenaar Jan Antonie van Houselt en Everdina Klazina Bouwhuis kregen zes kinderen die allen in Radewijk geboren zijn: Hendrik (1862), Hendrika (1863), Rudolf (1865), Herman (1866), Gezina Johanna (1867) en Janna Antonia (1869). In mei 1868 kreeg men het zo druk dat een extra helpende hand noodzakelijk bleek. In de Provinciale Overijsselsche Courant werd een advertentie geplaatst waarin een goed zedelijk molenaarsknecht werd gevraagd.
Slechts zes jaar lang kon Van Houselt de molen in Radewijk draaiende houden. Na een bezoek aan de gezellige Gramsberger kermis geraakte hij op 8 december 1868 in het Overijsselsch Kanaal en verdronk. Hij is slechts vijfendertig jaar oud geworden. Twee maanden na zijn overlijden zag dochter Janna Antonia het levenslicht. Ze heeft haar vader dus nimmer gekend.
Na het overlijden van molenaar Van Houselt is de molen, volgens overlevering, meerdere malen verhuurd. Het kan zijn dat weduwe Everdina Klazina Bouwhuis tijdelijk een molenaar in dienst heeft genomen. Naast de molen had de familie een smederij, bakkerij en winkel. Beide laatsten werden in die tijd verhuurd aan broodbakker Hendrik Jan Kampherbeek. Het huurcontract van 12 november 1869 spreekt alleen over de huur van de bakkerij en het woonhuis. Het is nog altijd in bezit van de huidige molenaars. Het contract werd gesloten voor een periode van zes jaar, te beginnen op 1 mei 1869, voor een bedrag van tweehonderd gulden per jaar. Een huurcontract van de molen is niet gevonden.
Uit het bevolkingsregister van Ambt Hardenberg blijkt dat verschillende molenaars en molenaarsknechten hun kost verdienden in de Radewijker molen. Van 1872 tot 1877 was Albertus Bos uit Eelde de molenaar. De laatste twee jaar werd hij geholpen door Sieben Kampstra. Weduwe Van Houselt woonde in die tijd in Gramsbergen.
De zomer van 1877 werd catastrofaal voor de molen. In de nacht van 4 op 5 juli sloeg de bliksem in en zette het in lichterlaaie. Het brandde tot de grond toe af. Gelukkig was men tegen brandschade verzekerd. De brandwaarborgmaatschappij vergoedde de geleden schade. Het moet toeval zijn geweest, maar een dag voor de brand liet molenaar Albertus Bos op het gemeentehuis weten dat hij verhuisde van Radewijk naar Slochteren. Zou de beste man een voorgevoel hebben gehad? We zullen het nooit weten. 
Met het verzekeringsgeld werd een andere molen aangekocht door de familie Van Houselt. Het was de uit 1771 daterende oliemolen van Harm Jansz. Draaier uit Oosterhesselen. Deze achtkantige beltmolen werd in Radewijk weer opgebouwd en deed vervolgens dienst als korenmolen. De bovenas is afkomstig van een van de molens van de Zuidplaspolder onder Moordrecht. Hier werd in 1876/77 de windbemaling opgeheven en werden tientallen molens voor de sloop te koop aangeboden. Het lijkt waarschijnlijk dat voor de herbouw van de korenmolen in Radewijk een as van de Zuidplas is aangekocht, alleen is vooralsnog niet bekend, van welke molen. 
In de registers van de aangifte tot grondbelasting is te vinden dat de nieuwe molen op 17 december 1877 in gebruik werd gesteld, net op tijd om de Radewijker ingezetenen voor de kerst te voorzien van broodmeel. Zo kon men weer lekkere stoete en koekjes van eigen deeg bakken. De eerste molenaar die we vervolgens in de boeken vinden is Hendrik Pasman. Hij bediende de molen van mei 1879 tot oktober 1880. 
Na het vertrek van molenaar Pasman zien we voor het eerst weer een Van Houselt terug op de molen. Het is Hendrik, de oudste zoon van de verdronken molenaar. In 1886 trouwde hij met Jansje van Braam uit Heemse, dochter van korenmolenaar Jan Feddes van Braam en Hendrika Johanna van Munster. Naast de exploitatie van de molen hadden Hendrik en Jansje ook een eigen kruidenierswinkeltje.
Drie jaar voor het trouwen van Hendrik van Houselt was zijn zusje, Hendrika, reeds in het huwelijksbootje gestapt met de uit Vries afkomstige commies Lodewijk ter Voorde. In 1901 kregen Hendrik van Houselt en Jansje van Braam bezoek van Jan Antonie ter Voorde uit Rotterdam, zoon van zwager Lodewijk ter Voorde en diens vrouw Hendrika van Houselt. Neefje Jan Antonie had een kantoorbaan en was om gezondheidsredenen naar zijn oom en tante in Radewijk gegaan om aan te sterken op het gezonde platteland. Jan Antonie zag wel wat in de molen die daar midden op de heide stond en gaf zijn bureaubaantje op. Hij leerde het molenaarsvak en bleef in Radewijk wonen. Zo zorgde hij er mede voor dat de molen, die nogal wat achterstallig onderhoud had, in 1905 van een nieuwe kap werd voorzien. Aanvankelijk huurde hij de molen van zijn oom en tante, maar in 1908 kocht hij het voor drieduizend gulden. Vanzelfsprekend kon hij dat bedrag niet zo op tafel leggen. Daarom werd een bedrag van ƒ. 2500,- geleend van de heren Werners, Kamphuis en Nieuhoff uit Gramsbergen.
Drie jaar later, in 1911, overleed tante Jansje van Houselt-van Braam. Haar echtgenoot, Hendrik van Houselt zag zich genoodzaakt zijn lening van ƒ. 3400,- terug te betalen aan de geldschieters Bouwhuis, Werners en Nieuhoff. Om die reden werden de onroerende goederen, gelegen rondom de molen, bij opbod verkocht. Op genoemde veiling kocht neef Jan Antonie de woning, de schuur, het erf en de landerijen voor een totaalbedrag van ƒ. 2700,-.
Op achtentwintigjarige leeftijd trouwde Jan Antonie ter Voorde in 1913 met Johanna Margaretha Hagedoorn uit Gelselaar bij Borculo. Johanna was onderwijzeres aan de openbare lagere school in Radewijk. Ze stamde uit een horeca-familie en derhalve kwam er in het woonhuis van de familie Ter Voorde ook een kleine taveerne. Tot 1914 werd veel maalwerk verricht voor de boeren uit Duitsland. Met name uit Heesterkante en Wielen kwam men naar Radewijk om het koren te laten malen. Het echtpaar Ter Voorde kreeg drie kinderen: Lodewijk (1914), Jan Gerhard (1917) en Hendrika Gerharda (1922). Slechts een jaar na de geboorte van hun jongste kind, overleed Johanna Margaretha Hagedoorn, in de leeftijd van 36 jaar. Bijna twee jaar later hertrouwde de molenaar met Hendrika Harmsen (Hermsen, Schotkaamp). Uit dit huwelijk is alleen Johan Jan Hendrik geboren (1926).
In 1934 kreeg Jan Antonie ter Voorde het wat gemakkelijker toen zoon Jan Gerhard hem ging assisteren bij zijn werkzaamheden op de molen. Dit was uit nood geboren omdat Jan Antonie een ongelukje met zijn hand had en het molenaarsvak niet goed meer kon uitvoeren. Nog later hielp ook jongere broer Johan mee, want naast de molen was er ook nog een boerderij te bewerken.
In 1967 werd de molen opnieuw voorzien van een nieuwe kap en ook de romp van het gebouw werd met nieuw riet gedekt. Helaas hebben de rietdekkers – wellicht doordat ze onjuist geïnformeerd waren – de molen voorzien van een foutief jaartal. In grote cijfers werd ‘1867’ aangebracht als het jaar waarin de molen was opgebouwd. Daarmee dateerden ze het bouwwerk tien jaar te vroeg. De zes had een zeven moet zijn…
De oude molenaar hield van zijn werk en daarom zou het tot zijn 86ste duren voordat hij zijn levenswerk – in 1971 – overdroeg aan zijn zoons Jan Gerhard en Johan Jan Hendrik ter Voorde. 
Begin 1981 werd de molen van binnen gerestaureerd en onder andere voorzien van een nieuwe zolder. Ook werd het aantal maalstoelen uitgebreid van twee naar drie stuks.
Het jaar 1986 is een zwarte bladzijde in de geschiedenis van het molenaarsgezin Ter Voorde. Hun 26-jarige zoon Jan Antonie, die in september 1985 was getrouwd en al enkele jaren als opvolger in het bedrijf werkzaam was, verongelukte bij een verkeersongeval. Zijn vrouw Julia raakte ernstig gewond. Dit alles gebeurde op enkele kilometers afstand van de molen. Tijdens deze periode stond de molen in rouwstand. Er volgde een moeilijke en onzekere tijd voor de familie en de molen. In hetzelfde jaar ontdekte men een breuk in een van de roeden (wieken). Dit werd gelast, maar niet afdoende. In 1987 werd de roede vervangen. Een dochter en schoonzoon van Jan Gerhard ter Voorde, Jo en haar man Johan Nijeboer, pakten eind 1986 het molenaarsvak op. Het bedrijf rond de molen werd verder uitgebreid en gemoderniseerd. Helaas ging het soms een beetje ten koste van de belt rondom de molen, maar het malen gebeurde natuurlijk nog op dezelfde oude manier. 
In 1994 vierde Jan Gerhard ter Voorde zijn zestigjarig jubileum als molenaar. De molen was zijn lust en zijn leven. Broer Johan heeft zich iets minder met de molen bemoeid. Wel bracht hij veel meel, kunstmest e.d. met de tractor en wagen naar de boeren in de omgeving. Ook hield hij deels de administratie bij.
Jo en Johan Nijeboer-ter Voorde hebben het bedrijf na de pensionering van Jan Gerhard en Johan ter Voorde voortgezet. Ze zijn een winkeltje begonnen en Jo ontwikkelde bakmixen om deze te verkopen.
Hun zoon zou het van hen weer overnemen. Hij opende een bakkerij in april 2011. In september van jaar kwam echter zijn tweejarige zoontje na een noodlottige ongeval om het leven.
Het jongetje was even aan de aandacht van zijn vader ontsnapt en op de stelling terechtgekomen. De molen was in bedrijf en daar heeft hij een van de wieken tegen zijn hoofd gekregen. Toen de vader zijn zoon miste en hem ging zoeken, trof hij hem bewusteloos aan. Direct werd medische hulp ingeschakeld, waaronder het mobiel medisch team van de traumahelikopter, maar reanimatie mocht niet meer baten. Na dit ongeval kon de zoon niet meer op de molen werken. Jo en Johan Nijeboer namen de molen weer op zich. 
In 2014 konden ze de molen en bakkerij verhuren aan de Baalderborg, een zorginstelling. In oktober 2015 begon een flinke restauratie: beide roeden zijn gestreken en ook diverse andere onderdelen van de kap zijn naar beneden gehaald om daar te worden onderzocht. Ook werd de romp opnieuw met riet bedekt. Dit keer met het juiste jaartal er in verwerkt.
Op 28 februari 2016 werd de geheel herstelde kap, compleet met de al gestoken en opgehekte buitenroede, weer geplaatst. Op 31 maart volgde de binnenroede. Niet lang daarna was de molen weer maalvaardig.
In 2019 zegde de Baalderborg de huur op. Jo en Johan Nijeboer moesten noodgedwongen weer het beheer op zich nemen. Ze hebben toen lang nagedacht over wat te doen. Na overleg met hun notaris werd in 2020 besloten om de molen te schenken aan de bewoners van Radewijk. Eind december 2020 werd daarvoor de stichting Korenmolen Windlust opgericht.
De beltmolen was decennialang eigendom van het molenaarsgeslacht Ter Voorde-Nijeboer. Sinds 2020 is het rijksmonument ondergebracht in de Stichting Korenmolen Windlust. Het in de molen gemalen tarwemeel wordt verwerkt bij bakkerij de Rokermolen die onder de molen is gevestigd. 
De molen is ingericht met drie koppels maalstenen en verder de nodige silo's en werktuigen ten behoeve van het maalbedrijf. De roeden zijn 20 meter lang, de binnenroede heeft het oudhollands hekwerk met zeilen, de buitenroede het fokwieksysteem met remkleppen en zeilen.